# 楠梓科技園区駅
楠梓科技園区駅（なんしかぎえんくえき）は台湾高雄市楠梓区にある高雄捷運紅線の駅。加昌路の下、経三路、宏毅三路の交差点に位置し、駅名は北側にある「楠梓科技園区（楠梓科学技術園区）」より名付けられた。駅番号はR19である。2024年4月25日に楠梓科工区駅（なんしかこうくえき）から改称された。

## 駅構造
- 島式ホーム1面2線の高架駅であり、3層構造で6箇所の出入口がある。

## 駅階層
| 地上3階      | 1番ホーム                                                                          | ←■紅線 左営／高鉄・小港方面（油廠国小駅） |
| 地上3階      | 島式ホーム、左側のドアが開く。                                                     |                                           |
| 地上3階      | 2番ホーム                                                                          | ■紅線 橋頭火車站・岡山駅方面（後勁駅）→   |
| 地上2階      |                                                                                    |                                           |
| コンコース階 | コンコース、案内所、自動券売機、自動改札口 トイレ（駅北側で改札口の外、出口1近く） |                                           |
| 地階         | 出入口                                                                             | 出入口                                    |

## 駅出口
出口1、2は駅南側、出口3は中間、出口4、5、6は駅北側にあり、出口1にバリアフリーのエレベーターがある。
- 出口1：楠梓科学技術園区
- 出口2：加昌路東側
- 出口3：加昌路東側
- 出口4：加昌路東側（宏毅新村前）、後勁農會、後勁夜市
- 出口5：加昌路西側
- 出口6：加昌路西側（科学技術園区第七出入口前）、園区育楽センター

## 利用状況
| 年   | 年間      | 年間      | 年間      | 年間     | 1日平均 | 1日平均 |
| 年   | 乗車      | 下車      | 乗下車計  | 出典     | 乗車    | 乗下車  |
| ---- | --------- | --------- | --------- | -------- | ------- | ------- |
| 2008 | 694,544   | 714,548   | 1,409,092 | [ 注 1 ] | 2,582   | 5,238   |
| 2009 | 797,852   | 823,110   | 1,620,962 | [ * 2 ]  | 2,186   | 4,441   |
| 2010 | 920,821   | 967,074   | 1,887,895 | [ * 3 ]  | 2,523   | 5,172   |
| 2011 | 1,065,848 | 1,104,590 | 2,170,438 | [ * 4 ]  | 2,920   | 5,946   |
| 2012 | 1,277,396 | 1,339,677 | 2,617,073 | [ * 4 ]  | 3,490   | 7,150   |
| 2013 | 1,395,600 | 1,455,703 | 2,851,303 | [ * 4 ]  | 3,824   | 7,812   |
| 2014 | 1,479,768 | 1,566,990 | 3,046,758 | [ * 4 ]  | 4,054   | 8,347   |
| 2015 | 1,385,444 | 1,465,414 | 2,850,858 | [ * 4 ]  | 3,796   | 7,811   |
| 2016 | 1,354,547 | 1,427,381 | 2,781,928 | [ * 4 ]  | 3,701   | 7,601   |
| 2017 | 1,376,780 | 1,447,223 | 2,824,003 | [ * 4 ]  | 3,772   | 7,737   |
| 2018 | 1,430,849 | 1,501,544 | 2,932,393 | [ * 4 ]  | 3,920   | 8,034   |
| 2019 | 1,433,760 | 1,505,626 | 2,939,386 | [ * 4 ]  | 3,928   | 8,053   |
| 2020 | 1,211,409 | 1,267,702 | 2,479,111 | [ * 4 ]  | 3,310   | 6,774   |

- 統計に関する出典

註釈
1. ↑  3月8日開業後の運営日数は296日だが、統計は有料化開始の4月7日以降269日で算出している[* 1] ）

出典
1. ↑  （繁体字中国語）高雄捷運公司 (2009年1月10日). “高雄都會區大眾捷運系統各站旅運量統計表”.   高雄市政府交通局. p. 頁10. 2019年5月5日閲覧。
2. ↑  （繁体字中国語）“高雄都會區大眾捷運系統各站旅運量統計表 中華民國98年”.   高雄市政府捷運工程局. p. 13 (2009年1月10日). 2019年10月27日閲覧。
3. ↑  （繁体字中国語）“高雄都會區大眾捷運系統各站旅運量統計表 中華民國99年”.   高雄市政府捷運工程局. p. 13. 2019年10月27日閲覧。
4. ↑  （繁体字中国語）“高雄都會區大眾捷運系統各站旅運量-年 依 年, 捷運站別 與 入出站”.   高雄市政府交通局 (2021年3月12日). 2021年3月12日閲覧。 高雄市統計資訊服務網

## 歴史
- 2008年3月9日 - 「楠梓加工区駅」として開業[2]。
- 2024年4月25日 - 楠梓科技園区駅に改称[3]。

## 隣の駅
高雄捷運
■紅線
後勁駅 - 楠梓科技園区駅 - 油廠国小駅